# 中野栄一
中野 栄一（なかの えいいち、1974年10月16日 - ）は、神奈川県横浜市旭区出身の元プロ野球選手（捕手）。

## 来歴
横浜高校では2年から一塁手のレギュラーとなり、秋から正捕手。3年春に第64回選抜高等学校野球大会に出場したが、1回戦敗退した。卒業後、亜細亜大学に進学。元阪神タイガースの部坂俊之とは、高校-大学とバッテリーを組んだ。横浜高校・亜細亜大学ともに主将を務める。
大学4年秋、井口忠仁（現・資仁）、澤崎俊和、清水将海らを擁するその年大学選手権優勝校の青山学院大学に勝利し、明治神宮大会に出場。東都大学1部リーグ通算60試合出場、203打数49安打、打率.241、4本塁打、28打点。ベストナイン1回。2部リーグ（3年春のみ）通算12試合出場、41打数18安打、打率.439、4本塁打、19打点。1996年、中日ドラゴンズよりドラフト4位で指名される。
入団当初は、打撃力があるので当時の正捕手であった中村武志の後継者として期待されていた。しかし、肩や腰の故障などで二軍暮らしが続く。2003年は当時正捕手であった谷繁元信の故障により一軍のスタメンマスクをかぶる。打撃はまずまずの結果であったが、リード面では結果を残せず、以後柳沢裕一に第二捕手のポジションを奪われた。2004年には一軍出場が1試合にとどまり、自由契約となった。
2005年からは中日ドラゴンズの二軍ブルペン捕手兼用具係を務め、2015年からはブルペン捕手兼打撃投手を務める。

## エピソード
- 2016年7月5日、富山市民球場アルペンスタジアムで行われた中日対広島東洋カープ第12回戦では、ダヤン・ビシエドがユニフォームを忘れたため、中野の103番のユニフォームを借用、試合に出場した。なお、この試合では藤井淳志もユニフォームを忘れ、同じブルペン捕手の三輪敬司のユニフォームを借用し、練習に参加している[1]。

## 詳細情報

### 年度別打撃成績
| 年 度     | 球 団     | 試 合 | 打 席 | 打 数 | 得 点 | 安 打 | 二 塁 打 | 三 塁 打 | 本 塁 打 | 塁 打 | 打 点 | 盗 塁 | 盗 塁 死 | 犠 打 | 犠 飛 | 四 球 | 敬 遠 | 死 球 | 三 振 | 併 殺 打 | 打 率 | 出 塁 率 | 長 打 率 | O P S |
| --------- | --------- | ----- | ----- | ----- | ----- | ----- | -------- | -------- | -------- | ----- | ----- | ----- | -------- | ----- | ----- | ----- | ----- | ----- | ----- | -------- | ----- | -------- | -------- | ----- |
| 1997      | 中日      | 12    | 24    | 23    | 0     | 3     | 1        | 0        | 0        | 4     | 1     | 0     | 0        | 0     | 0     | 1     | 0     | 0     | 11    | 1        | .130  | .167     | .174     | .341  |
| 1998      | 中日      | 16    | 30    | 29    | 4     | 6     | 2        | 0        | 2        | 14    | 3     | 0     | 0        | 0     | 0     | 0     | 0     | 1     | 6     | 1        | .207  | .233     | .483     | .716  |
| 2002      | 中日      | 11    | 11    | 9     | 0     | 2     | 0        | 0        | 0        | 2     | 0     | 0     | 0        | 0     | 0     | 1     | 0     | 1     | 5     | 0        | .222  | .364     | .222     | .586  |
| 2003      | 中日      | 25    | 53    | 48    | 5     | 13    | 3        | 0        | 1        | 19    | 4     | 0     | 0        | 0     | 0     | 3     | 0     | 2     | 22    | 0        | .271  | .340     | .396     | .735  |
| 2004      | 中日      | 1     | 1     | 1     | 0     | 0     | 0        | 0        | 0        | 0     | 0     | 0     | 0        | 0     | 0     | 0     | 0     | 0     | 1     | 0        | .000  | .000     | .000     | .000  |
| 通算：5年 | 通算：5年 | 65    | 119   | 110   | 9     | 24    | 6        | 0        | 3        | 39    | 8     | 0     | 0        | 0     | 0     | 5     | 0     | 4     | 45    | 2        | .218  | .277     | .355     | .632  |

### 年度別守備成績
| 年 度 | 捕手 | 捕手 | 捕手 | 捕手 | 捕手 | 捕手 | 捕手   | 捕手   | 捕手   | 捕手   | 捕手   |
| 年 度 | 試合 | 刺殺 | 補殺 | 失策 | 併殺 | 捕逸 | 守備率 | 企図数 | 許盗塁 | 盗塁刺 | 阻止率 |
| ----- | ---- | ---- | ---- | ---- | ---- | ---- | ------ | ------ | ------ | ------ | ------ |
| 1997  | 11   | 35   | 3    | 0    | 2    | 0    | 1.000  | 8      | 8      | 0      | .000   |
| 1998  | 15   | 48   | 0    | 1    | 0    | 0    | .980   | 6      | 6      | 0      | .000   |
| 2002  | 6    | 15   | 2    | 0    | 1    | 0    | 1.000  | 1      | 0      | 1      | 1.000  |
| 2003  | 24   | 113  | 8    | 3    | 1    | 1    | .976   | 23     | 15     | 8      | .348   |
| 通算  | 56   | 211  | 13   | 4    | 4    | 1    | .982   | 38     | 29     | 9      | .236   |

### 記録
- 初出場：1997年7月2日、対横浜ベイスターズ13回戦（ナゴヤドーム）、7回裏に佐藤康幸の代打で出場
- 初打席・初安打・初打点：同上、7回裏に関口伊織から
- 初先発出場：1997年9月28日、対読売ジャイアンツ26回戦（東京ドーム）、8番・捕手として先発出場
- 初本塁打：1998年9月24日、対横浜ベイスターズ22回戦（横浜スタジアム）、8回表に野村弘樹からソロ

### 背番号
- 33 （1997年の入団発表時のみ）[2]
- 27 （1997年 - 2003年）
- 54 （2004年）
- 96 （2005年 - 2008年）
- 103 （2009年 - ）